# Cucullia mixta
Cucullia mixta là một loài bướm đêm trong họ Noctuidae.